# Mistrzostwa świata U-17 w piłce nożnej kobiet
Mistrzostwa Świata U-17 w piłce nożnej kobiet (ang. FIFA U-17 Women's World Cup) – międzynarodowy turniej piłkarski organizowany co 2 lata dla zrzeszonych piłkarskich reprezentacji krajowych kobiet do lat 17 w wybranym państwie przez FIFA. 

## Historia
Zostały po raz pierwszy zorganizowane przez FIFA w roku 2008 jako Mistrzostwa świata U-17 w piłce nożnej kobiet. Rozgrywki zostały rozegrane na stadionach Nowej Zelandii. W turnieju finałowym 2008 uczestniczyły reprezentacje Anglii, Brazylii, Danii, Francji, Ghany, Japonii, Kanady, Kolumbii, Niemiec, Nigerii, Korei Południowej, Korei Północnej, Kostaryki, Nowej Zelandii, Paragwaju i Stanów Zjednoczonych. Najpierw 16 drużyn zostały podzielone na 4 grupy, a potem ósemka najlepszych zespołów systemem pucharowym wyłoniła mistrza. Pierwszy turniej wygrała reprezentacja Korei Północnej.

## Medaliści mistrzostw świata
| 2008 Szczegóły | Nowa Zelandia     | Korea Północna                       | 2:1 po dogr.                         | Stany Zjednoczone                    | Niemcy                 | 3:0           | Anglia         | 16 |
| 2010 Szczegóły | Trynidad i Tobago | Korea Południowa                     | 3:3 po dogr. karne 5:4               | Japonia                              | Hiszpania              | 1:0           | Korea Północna | 16 |
| 2012 Szczegóły | Azerbejdżan       | Francja                              | 1:1 po dogr. karne 7:6               | Korea Północna                       | Ghana                  | 1:0           | Niemcy         | 16 |
| 2014 Szczegóły | Kostaryka         | Japonia                              | 2:0                                  | Hiszpania                            | Włochy                 | 4:4 karne 2:0 | Wenezuela      | 16 |
| 2016 Szczegóły | Jordania          | Korea Północna                       | 0:0 karne 5:4                        | Japonia                              | Hiszpania              | 4:0           | Wenezuela      | 16 |
| 2018 Szczegóły | Urugwaj           | Hiszpania                            | 2:1                                  | Meksyk                               | Nowa Zelandia          | 2:1           | Kanada         | 16 |
| 2020 Szczegóły | Indie             | Anulowane z powodu pandemii COVID-19 | Anulowane z powodu pandemii COVID-19 | Anulowane z powodu pandemii COVID-19 |                        |               |                | 16 |
| 2022 Szczegóły | Indie             | Hiszpania U-17                       | 1:0                                  | Kolumbia U-17                        | Nigeria U-17           | -             | Niemcy U-17    | 16 |
| 2024 Szczegóły | · Dominikana      | Korea Północna U-17                  | 1:1 karne 4:3                        | Hiszpania U-17                       | Stany Zjednoczone U-17 | 3:0           | Anglia U-17    | 16 |
| 2025 Szczegóły | · Maroko          |                                      |                                      |                                      |                        |               |                | 24 |
| 2026 Szczegóły | · Maroko          |                                      |                                      |                                      |                        |               |                | 24 |
| 2027 Szczegóły | · Maroko          |                                      |                                      |                                      |                        |               |                | 24 |
| 2028 Szczegóły | · Maroko          |                                      |                                      |                                      |                        |               |                | 24 |
| 2029 Szczegóły | · Maroko          |                                      |                                      |                                      |                        |               |                | 24 |

## Klasyfikacja medalowa
| Miejsce | Reprezentacja          | 1. miejsca | 2. miejsca | 3. miejsca | Razem | Lata zwycięstw   | Lata zdobycia 2. miejsc | Lata zdobycia 3. miejsc |
| ------- | ---------------------- | ---------- | ---------- | ---------- | ----- | ---------------- | ----------------------- | ----------------------- |
| 1.      | Korea Północna U-17    | 3          | 1          | 0          | 4     | 2008, 2016, 2024 | 2012                    |                         |
| 2.      | Hiszpania U-17         | 2          | 2          | 2          | 6     | 2018, 2022       | 2014, 2024              | 2010, 2016              |
| 3.      | Japonia U-17           | 1          | 2          | 0          | 3     | 2014             | 2010, 2016              |                         |
| 4.      | Korea Południowa U-17  | 1          | 0          | 0          | 1     | 2010             |                         |                         |
| 4.      | Francja U-17           | 1          | 0          | 0          | 1     | 2012             |                         |                         |
| 6.      | Stany Zjednoczone U-17 | 0          | 1          | 1          | 2     |                  | 2008                    | 2024                    |
| 7.      | Meksyk U-17            | 0          | 1          | 0          | 1     |                  | 2018                    |                         |
| 7.      | Kolumbia U-17          | 0          | 1          | 0          | 1     |                  | 2022                    |                         |
| 9.      | Niemcy U-17            | 0          | 0          | 1          | 1     |                  |                         | 2008, 2022              |
| 10.     | Ghana U-17             | 0          | 0          | 1          | 1     |                  |                         | 2012                    |
| 10.     | Włochy U-17            | 0          | 0          | 1          | 1     |                  |                         | 2014                    |
| 10.     | Nowa Zelandia U-17     | 0          | 0          | 1          | 1     |                  |                         | 2018                    |
| 10.     | Nigeria U-17           | 0          | 0          | 1          | 1     |                  |                         | 2022                    |

* = jako gospodarz.